# Rancho Arriba
Rancho Arriba é um município da República Dominicana pertencente à província de San José de Ocoa.
Sua população estimada em 2012 era de 12 586 habitantes.